# Vic Gonsalves
Victor Albert „Vic“ Gonsalves (* 20. Oktober 1887 in Niederländisch-Indien; † 29. August 1922) war ein niederländischer Fußballspieler.

## Werdegang
Er bestritt zwischen 1906 und 1912 86 Spiele für den HBS Craeyenhout in Den Haag sowie zwischen 1909 und 1910 drei Länderspiele für die niederländische Fußballnationalmannschaft. Sein internationales Debüt gab er 1909 gegen die Belgische Fußballnationalmannschaft, welches die Niederlande mit 1:4 gewannen. 
Gonsalves war als Reservespieler Teil der Fußballmannschaft bei den Olympischen Sommerspielen 1908 in London, kam dort aber nicht zum Einsatz.
Bereits in jungen Jahren kämpfte Gonsalves mit gesundheitlichen Problemen und starb früh im Alter von 35 Jahren.